# Fryksdalens Gille

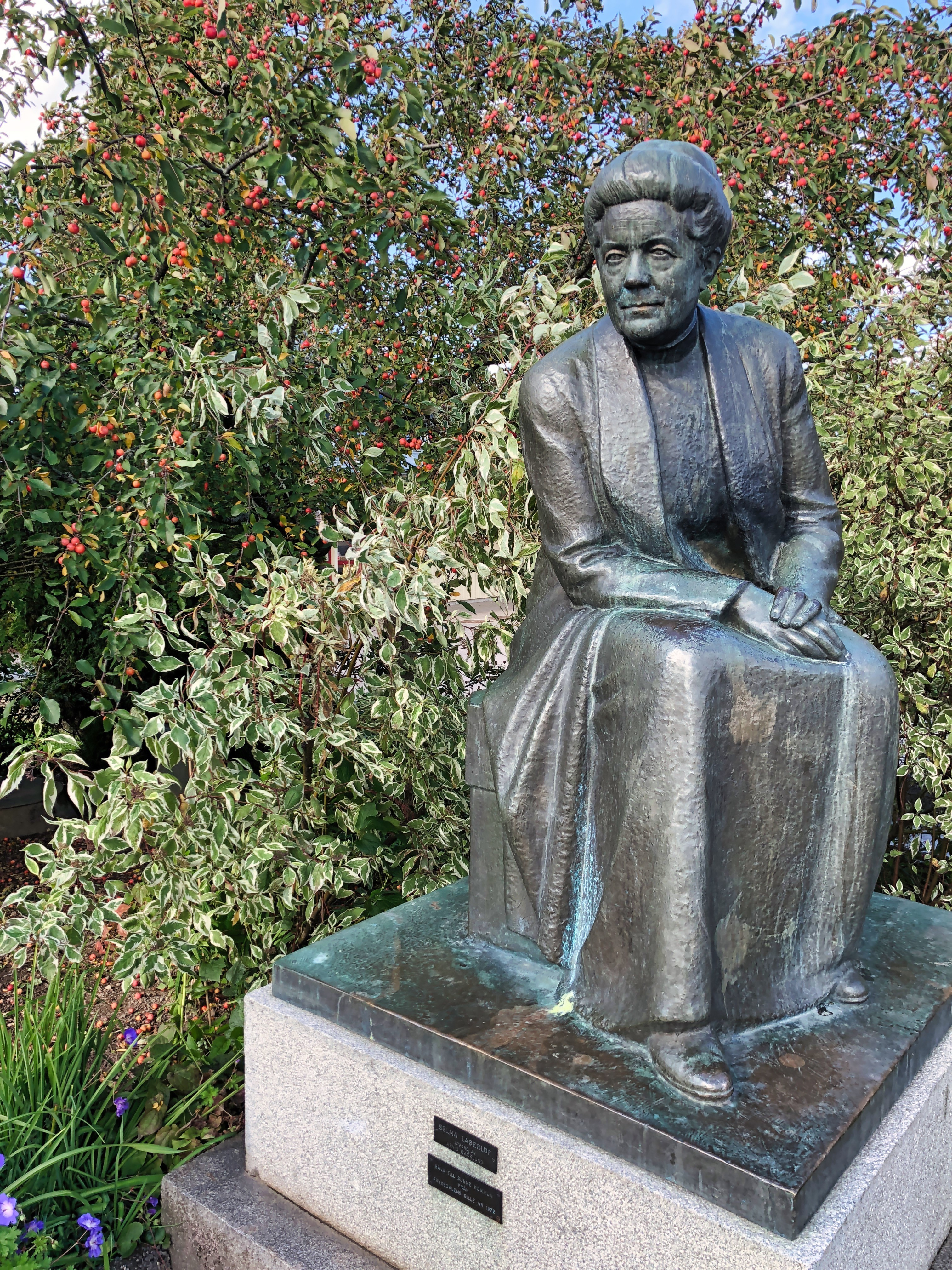
Selma Lagerlöfs staty i Lagerlöfsparken, Sunne

Frykdalens Gille (Sällskapet N.T) bildades 1912. Sällskapet är en sammanslutning som har till uppgift att stödja hembygden genom kulturell och hembygdsvårdande verksamhet i Fryksdalen.
Frykdalens Gille har genom åren åstadkommit flera insatser i värmländskt kulturliv. Några av dessa insatser är:
- Räddningsaktionen av Selma Lagerlöfs medaljer, som hon skänkte till Finlandshjälpen. (1940)
- Grundade Askerbygården[1] , Hembygdsgården i Sunne. (1955)
- Fryksdalens Gille uppförde statyn av Selma Lagerlöf i Lagerlöfsparken, Sunne. Statyn är gjord av Arvid Backlund. (1972)
- Minnesstenen för den gamla marknadsplatsen vid Åmberg i Sunne. Den beskrivs av Selma Lagerlöf i Gösta Berglings saga som Broby marknad. Platsen var även mötes- och övningsplats för Frykdalens kompani. (1992)
- Fryksdalens Gille lät skulptören Bo Jonzon skapa konstverket Tiden och landskapet som en gåva till Sunne och dess invånare. (2012)

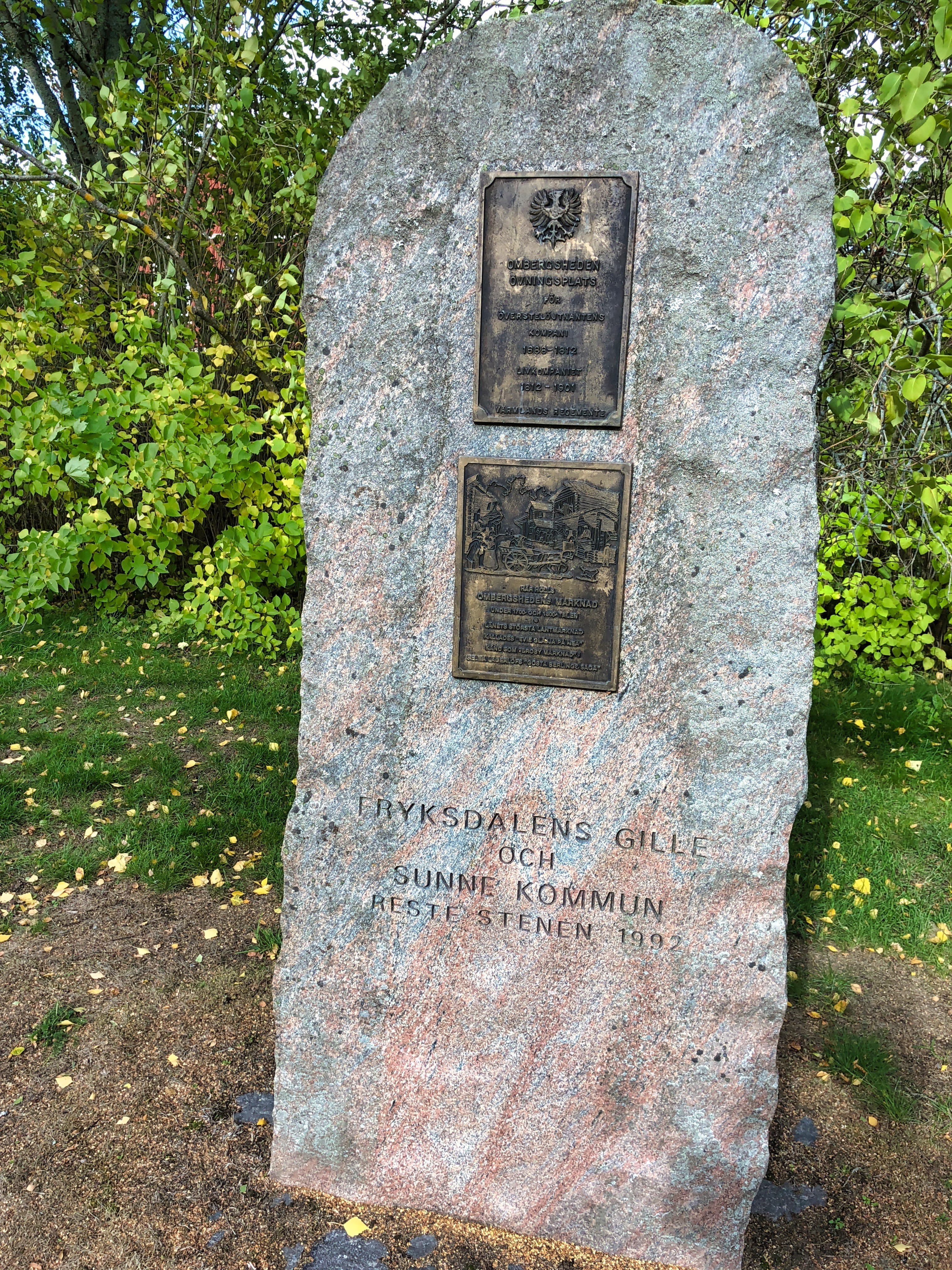
Minnesstenen vid Åmberg i Sunne
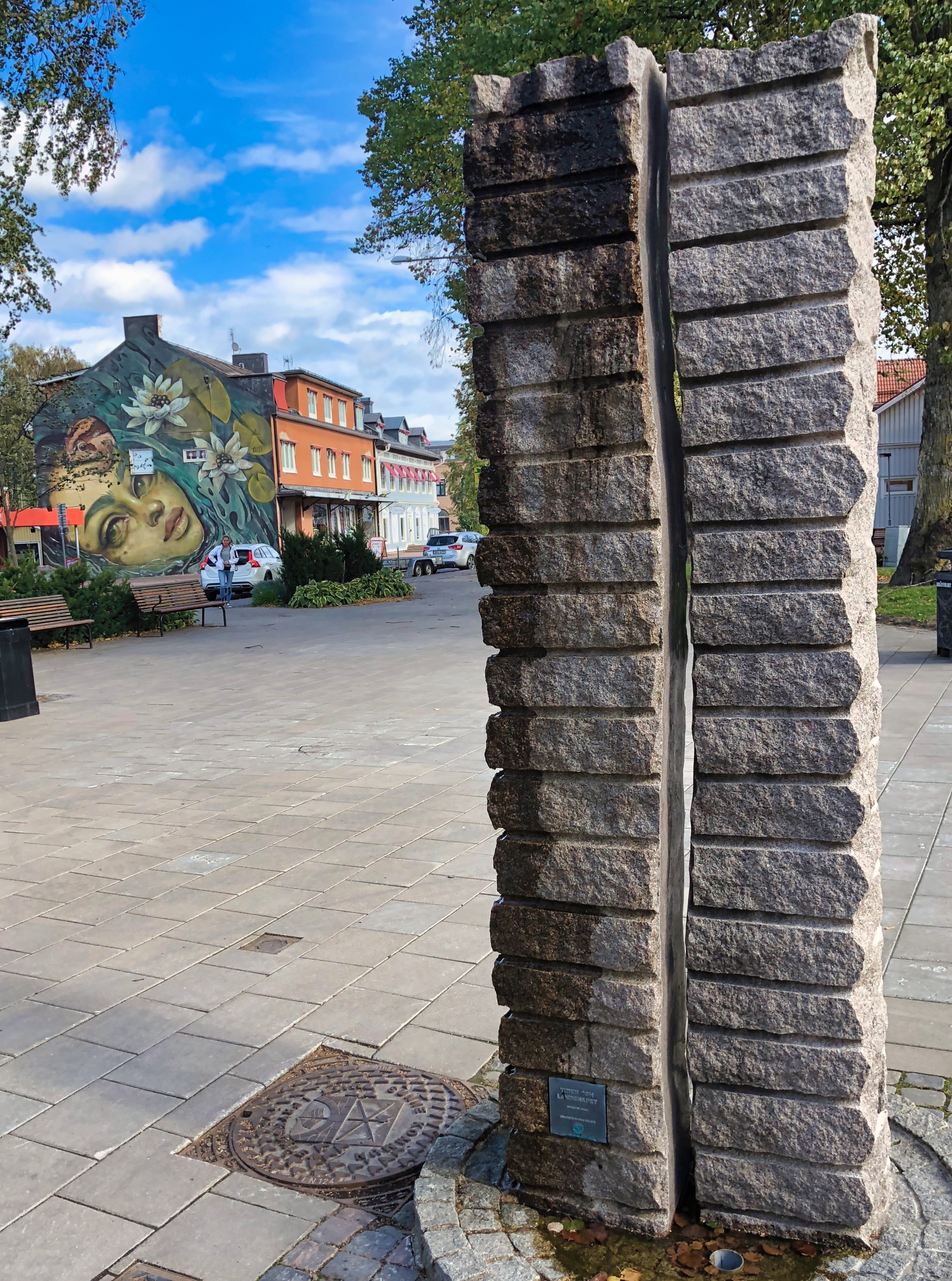
Statyn Tiden och landskapet, utanför Sunne Bibliotek